# Чотоква (округ, Нью-Йорк)
Шаблон:StateAbbr_ 42°18′ пн. ш. 79°25′ зх. д. / 42.3° пн. ш. 79.41° зх. д.
Округ Чотоква (англ. Chautauqua County) — округ (графство) у штаті Нью-Йорк, США. Ідентифікатор округу 36013.

## Історія
Округ утворений 1811 року.

## Демографія
За даними перепису 
2000 року 
загальне населення округу становило 139750 осіб, зокрема міського населення було 82383, а сільського — 57367.
Серед мешканців округу чоловіків було 68143, а жінок — 71607. В окрузі було 54515 домогосподарств, 35966 родин, які мешкали в 64900 будинках.
Середній розмір родини становив 2,99.
Віковий розподіл населення поданий у таблиці:
| Стать    | До 15 років | 15-21 | 22-29 | 30-39 | 40-49 | 50-65 | 65-85 | Понад 85 |
| -------- | ----------- | ----- | ----- | ----- | ----- | ----- | ----- | -------- |
| Чоловіки | 14286       | 8015  | 6188  | 9220  | 10611 | 10730 | 8191  | 902      |
| Жінки    | 13536       | 7936  | 6017  | 9257  | 10444 | 11138 | 11042 | 2237     |

## Суміжні округи
- Ері — північний схід
- Каттарогус — схід
- Воррен, Пенсільванія — південний схід
- Ері, Пенсільванія — південний захід

## Виноски
1. ↑  U.S. Decennial Census. United States Census Bureau. Архів оригіналу за 26 квітня 2015. Процитовано 3 січня 2015.
2. ↑  Historical Census Browser. University of Virginia Library. Архів оригіналу за 11 серпня 2012. Процитовано 3 січня 2015.
3. ↑  Population of Counties by Decennial Census: 1900 to 1990. United States Census Bureau. Архів оригіналу за 19 лютого 2015. Процитовано 3 січня 2015.
4. ↑  Census 2000 PHC-T-4. Ranking Tables for Counties: 1990 and 2000 (PDF). United States Census Bureau. Архів (PDF) оригіналу за 18 грудня 2014. Процитовано 3 січня 2015.
5. ↑  State & County QuickFacts. United States Census Bureau. Архів оригіналу за 6 червня 2011. Процитовано 11 жовтня 2013. [Архівовано 2011-06-06 у Wayback Machine.](англ.) Наведено за англійською вікіпедією.
6. ↑  American FactFinder. Бюро перепису населення США. Архів оригіналу за 26 лютого 2012. Процитовано 31 січня 2008. [Архівовано 2008-05-21 у Wayback Machine.]

| США | Це незавершена стаття з географії США. Ви можете допомогти проєкту, виправивши або дописавши її. |